# Áile ja áhkku
Áile ja áhkku es un cortometraje noruego hablado en saami, del género drama. Fue escrito y dirigido por Siljá Somby, y protagonizado por Anne Maria Blind, Elle Rávdná Näkkäläjärvi y Sara Margrethe Oskal. Se estrenó en su país el viernes 16 de enero de 2015. Tiene una duración de doce minutos.

## Argumento
Áile es una adolescente que tiene una estrecha relación con su abuela, quien le enseña los secretos de la naturaleza y las plantas medicinales.

## Reparto
- Anne Maria Blind (Abuela).[1]
- Elle Rávdná Näkkäläjärvi (Áile).[1]
- Sara Margrethe Oskal (Madre).[1]

## Equipo de producción
- Dirección: Siljá Somby.[2]
- Producción: Odd Levi Paulsen.[2]
- Guion: Siljá Somby.[2]
- Música: Roger Ludvigsen.[2]
- Fotografía: Tor Edvin Eliassen.[2]
- Edición: Marte Aasen y Jean-Frédéric Axelsson.[2]
- Cámara: Jon Vu-Yen Nguyen.[2]

## Producción
La película fue producida y distribuida en Noruega por la empresa Julev Film. Se utilizaron locaciones del municipio noruego de Kautokeino.

## Festivales
Fue parte del Festival Internacional de Cine de Tromsø, Noruega, en 2015. También participó en el Festival Internacional de Cine Indígena de Wallmapu, en 2016.